# أنخيل خافيير أريزميندي
أنجيل خافيير أريزميندي (بالإسبانية: Javier Arizmendi) (مواليد 3 مارس 1984 في مدريد - إسبانيا) لاعب كرة قدم إسباني يلعب حاليا لصالح نادي الدرجة الأولى ريال سرقسطة الإسباني منذ 2008 في مركز المهاجم كما يجيد اللعب في مركز الجناح الأيمن .

## وصلات خارجية
- أنخيل خافيير أريزميندي على موقع الاتحاد الدولي (مؤرشف)  (الإنجليزية)
- أنخيل خافيير أريزميندي على موقع قاعدة بيانات كرة القدم.إي يو (الإنجليزية)
- أنخيل خافيير أريزميندي على موقع ليكيب (الفرنسية)
- أنخيل خافيير أريزميندي على موقع ناشيونال فوتبول تيمز (الإنجليزية)
- أنخيل خافيير أريزميندي على موقع Soccerway.com (الإنجليزية)
- أنخيل خافيير أريزميندي على موقع عالم كرة القدم.نت (الإنجليزية)
- أنخيل خافيير أريزميندي على موقع AS.com (الإسبانية)